# Gudenå
Gudenå – najdłuższa rzeka Danii. Jej długość wynosi 160 kilometrów.
Swoje źródła ma w okolicach miejscowości Nørre Tinnet na terenie wzgórz morenowych Tinnet Krat. Początkowo płynie na południowy wschód do miejscowości Tørring, gdzie zmienia kierunek na północny. W dalszym biegu rzeka przepływając przez wzgórza Himmelbjerget kilkakrotnie zmienia kierunek wykorzystując doliny tunelowe i krzyżujące się z nimi doliny ekstramarginalne. Pomiędzy miejscowościami Ry i Silkeborg Gudenå przepływa przez kilka jezior Pojezierza Silkeborskiego, z których największe to Mossø, Julsø i Gudensø (duń. sø – jezioro). Za Silkeborgiem rzeka przybiera kierunek północno-wschodni i dalej płynie przez Bjerringbro, Ulstrup, Langå do Randers. Tam rozlewa się szeroko, tworząc föhrd Randers Fjord i w okolicach miejscowości Udbyhøj uchodzi do Zatoki Aalborskiej w cieśninie Kattegat. Estuarium (Randers Fjord) jest długie na 30 km i stosunkowo wąskie. 
Obszar dorzecza Gudenå jest największy w całym kraju (2640 km²).